# Tyler Hilton
Tyler James Hilton, född 22 november 1983 i Palm Springs, Kalifornien, är en amerikansk sångare och skådespelare. Han spelade Elvis Presley i filmen Walk the Line (2005) om Johnny Cash och hans liv och kärlek med June Carter. Han spelar även Chris Keller i tv-serien One Tree Hill och spelar huvudperson i Charlie Bartlett 2008. Som sångare har Hilton släppt tre soloalbum, Tyler Hilton, The Tracks of Tyler Hilton och Forget the Storm, och har även haft med flera låtar i One Tree Hill.

## Skådespelare
Efter sin roll som Chris Keller i One Tree Hill, medverkade Hilton i den Oscarvinnande filmen Walk the Line som en ung version av Elvis Presley. Tack vare rollen fick Hilton möjligheten att göra en cover på två Elvis sånger till filmen, "Milk Cow Blues" och "That's All Right." Båda sångerna fick priset, Grammy Award for Best Compilation Soundtrack Album for a Motion Picture, Television or Other Visual Media, tillsammans med resten av låtarna på Walk the Line Soundtrack.
Hilton medverkade även i 2008 års film Charlie Bartlett, och i Taylor Swift musikvideo "Teardrops on My Guitar".
När skaparen till One Tree Hill, Mark Schwahn, frågade om Hilton ville spela Chris Keller igen under 2008, svarade Tyler, "Tyvärr, men Chris Keller måste fokusera på sin musikkarriär."

## Diskografi

### Album
2001: Tyler Hilton
1. "Not Getting Your Name" 5:01
2. "Nora Marie" 6:15
3. "I Believe We Can Do It" 4:49
4. "Someone Like You" 4:05
5. "Up Late Again" 2:08
6. "It's Always the Same" 5:12
7. "Shy Girl" 4:29
8. "It's Only Love" 2:37
9. "If I'm Not Right" 3:52
10. "New York Can Wait" 3:07
11. "Last Promise" 3:53
12. "Don't Blame Me" 3:39

2004: The Tracks of Tyler Hilton
1. "When It Comes"
2. "The Letter Song"
3. "Glad"
4. "Rolling Home"
5. "Pink and Black"
6. "Our Time"
7. "Kiss On"
8. "Slide"
9. "You, My Love"
10. "Insomnia"
11. "Picture Perfect"

2009: Better on Beachwood (EP)
1. "Tore The Line" 3:32
2. "Don't Forget All Your Clothes" 5:05
3. "I Believe In You" 4:08

2012: Forget The Storm
1. "Kicking My Heels" 4:17
2. "Prince of Nothing Charming" 3:58
3. "Loaded Gun" 3:40
4. "You'll Ask for Me (Alternate/Full Studio Version)" 4:02
5. "Jenny" (med Elizabeth Huett) 3:52
6. "Can't Stop Now" 4:05
7. "Ain't No Fooling Me" 3:47
8. "Leave Him" 4:36
9. "I Belong" 3:54
10. "Hey Jesus" 2:25